# Multicamerata
Multicamerata – zespół kameralny założony 15 września 1991 roku w Toruniu. Nagrał jedenaście płyt.
Zespół rozpoczął działalność 15 września 1991 roku w Pałacu Dąmbskich. Założycielem zespołu był Henryk Giza, kontrabasista Toruńskiej Orkiestry Symfonicznej. W 1993 roku zespół odbył trasę koncertową obejmującą Toruń, Grudziądz, Frombork, Olsztyn, Padwę, Bolonię, Ferrarę i Watykan, gdzie wykonywał utwory upamiętniające Mikołaja Kopernika. W  1994 z inicjatywy zespołu odbyła się pierwsza edycja Festiwalu Muzyki i Sztuki Krajów Bałtyckich „Probaltica”. W 1999 roku Multicamera odbyła trasę koncertową po Europie dla uczczenia obchodów 150. rocznicy śmierci Fryderyka Chopina. W 2007 roku Multicamerata utworzyła Europejską Akademię Sztuki – serię koncertów, wystaw i spotkań promujących twórczość muzyczną, literacką i plastyczną krajów europejskich. W 2008 roku zespół wydał album koncertowy pt. Hommage a Zbigniew Herbert. W 2009 roku Multicamerata wraz ze szwedzkim zespołem Gotlands Blasarkvintett odbyła tournée pt. Szlakiem ORP Orzeł. W 2010 roku zespół zorganizował tournée pt. Chopin i jego przyjaciele.
Z Multicamerą współpracowali m.in. pianiści Marek Drewnowski, Piotr Paleczny.
W 2016 roku w skład zespołu wchodzili: Izabela Bogusz (skrzypce), Grzegorz Bogusz (skrzypce), Marta Wroniszewska (altówka), Karol Wroniszewski (wiolonczela), Henryk Giza (kontrabas).